# هانس شیمیتزک
هانس شیمیتزک در ۱۳ ژوئیه ۱۸۷۵ در وین چشم به جهان گشود و در ۸ نوامبر سال ۱۹۵۷ در همان شهر در گذشت. او یک معمار اتریشی به سبک اصلاحات بود.

## زندگی و آثار او
هانس شیمیتزک فرزند معمار شهر وینی، ویلهلم شیمیتزک (۱۹۱۴–۱۹۴۷) بود. از سال ۱۸۹۲ تا ۱۸۹۸ در دانشگاه فنی وین در رشته معماری تحصیل کرد و با کسب عنوان علمی دیپلم مهندسی فارغ‌التحصیل شد.
اولین بار در دفتر پدرش مشغول به کار شد و از سال ۱۹۰۴ معمار مستقلی در وین بود. وی با ساختمان‌های بیمارستان بسیار موفق بود و به عنوان متخصص ساخت بیمارستان‌ها و استراحتگاه‌های بهداشتی معروف تر شد. به عنوان مثال او پروژه Wirer'sche Badstiftung Bad Ischl با سازماندهی مجتمع‌های بهداشتی بر عهده داشت.
شیمیتزک یک معمار بسیار خلاق بود. وی در طراحی ساختمانهای بیمارستانی، مدرن‌ترین دستاوردهای فنی و پزشکی را در نظر گرفت و می‌دانست که چگونه با مهارت می‌توان دکوراسیون مدرن را با واژگان طراحی سنتی در ساخت ساختمانهای مسکونی را ترکیب کرد و بدین ترتیب ساختمانهای زیبایی و نمایشی را ایجاد کرد.